# Walter Godefroot
Walter Godefroot (født 2. juli 1943) er en tidligere belgisk professionel landevejscykelrytter og sportsdirektør for T-Mobile Team, et professionelt cykelhold. Godefroot var en specialist i en-dags klassikerene, og vandt tre af de fem 'monumenter' i cyklingen: Liège-Bastogne-Liège (1967), Paris-Roubaix (1969), og Flandern Rundt (1968, 1978).
Inden han blev professionel deltog han i OL 1964 i Tokyo, hvor han stillede op i landevejsløbet. Her blev lykkedes det italieneren Mario Zanin og danskeren Kjell Rodian at slippe fri af feltet kort før mål, og de sluttede med Zanin som mester og Rodian som sølvvinder. Godefroot vandt derpå det forfølgende felts spurt og sikrede sig bronzemedaljen, elleve sekunder efter Zanin.